# Szürkebóbitás bülbül
A szürkebóbitás bülbül (Xanthomixis cinereiceps) a madarak osztályának verébalakúak (Passeriformes) rendjébe és a madagaszkári poszátafélék (Bernieridae) családja tartozó faj.

## Rendszerezése
A fajt Richard Bowdler Sharpe angol zoológus írta le 1881-ben, az Oxylabes nembe Oxylabes cinereiceps néven. Sorolták a Bernieria nembe Bernieria cinereiceps néven és a Phyllastrephus nembe Phyllastrephus cinereiceps néven is.

## Előfordulása
Madagaszkár területén honos. Természetes élőhelyei a szubtrópusi vagy trópusi hegyi esőerdők. Állandó, nem vonuló faj.

## Megjelenése
Testhossza 14 centiméter.

## Természetvédelmi helyzete
Az elterjedési területe nem nagy és az emberi tevékenység miatt csökken, egyedszáma is csökken. A Természetvédelmi Világszövetség Vörös listáján mérsékelten fenyegetett fajként szerepel.